# Підгорецький замок (срібна монета)
«Підгоре́цький за́мок» — ювілейна срібна монета номіналом 10 гривень, випущена Національним банком України, присвячена історико-архітектурному шедевру XVII століття, одному із найкрасивіших замків України в стилі ренесанс. Підгорецький замок — триповерховий палац із службовими приміщеннями, які утворювали квадратний двір, терасою з балюстрадою і скульптурами, відкритими аркадами-галереями — рідкісне поєднання палацу й оборонної споруди, що за вишуканістю не поступається французькому Версалю. Ця пам'ятка архітектури розташована в селі Підгірці Бродівського району Львівської області.
Монету введено в обіг 23 вересня 2015 року. Вона належить до серії «Пам'ятки архітектури України».

## Опис монети та характеристики
| Номінал грн. | Метал            | Маса, г      | Діаметр, мм | Якість виготовлення | Гурт                           | Тираж, штук |
| ------------ | ---------------- | ------------ | ----------- | ------------------- | ------------------------------ | ----------- |
| 10           | срібло 925 проби | 31,1 / 33,62 | 38,6        | пруф                | гладкий із заглибленим написом | 2 000       |

### Аверс
На аверсі монети розміщено: угорі напис «УКРАЇНА», під яким — малий Державний Герб України; унизу номінал −"10/ГРИВЕНЬ", у центрі — стилізований бароковий картуш із зображенням плану замку. На монеті з нейзильберу унизу ліворуч розміщено логотип Монетного двору Національного банку України.

### Реверс
На реверсі монети зображено Підгорецький замок, на передньому плані вершників, на дзеркальному тлі розміщено написи — «ПІДГОРЕЦЬКИЙ ЗАМОК» (угорі півколом), «XVII cт.» (унизу).

## Автори
- Художник — Микола Кочубей.

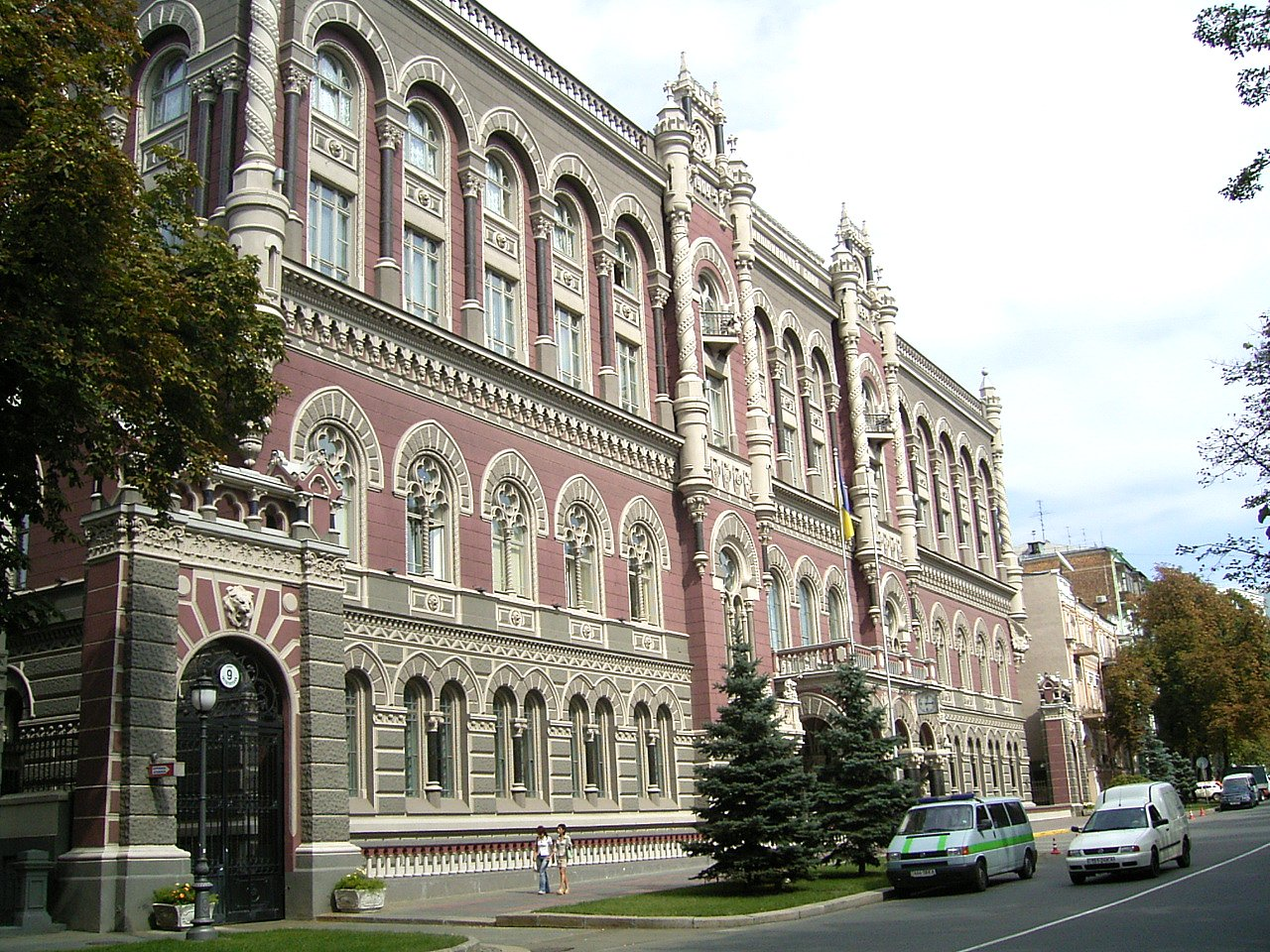
Будівля Національного банку України

- Скульптори: Святослав Іваненко, Володимир Атаманчук.

## Вартість монети
Під час введення монети в обіг 2015 року, Національний банк України реалізовував монету через свої філії за ціною 651 гривня.
Фактична приблизна вартість монети з роками змінювалася так:
| Рік        | 2016  | 2017  | 2018  | 2019  | 2020  | 2021  | 2022  | 2023  | 2024  | 2025  |
| ---------- | ----- | ----- | ----- | ----- | ----- | ----- | ----- | ----- | ----- | ----- |
| Ціна, грн. | 1 050 | 1 980 | 2 050 | 1 850 | 1 760 | 1 900 | 1 900 | 2 400 | 5 200 | 6 100 |